# Melica aristata
Melica aristata är en gräsart som beskrevs av George Thurber och Henry Nicholas Bolander. Melica aristata ingår i släktet slokar, och familjen gräs. Inga underarter finns listade i Catalogue of Life.